# Mythologie de William Blake
Les livres prophétiques du peintre et poète anglais William Blake forment la base d’une riche mythologie (mythopoeïa) permettant à Blake d’exprimer et d’organiser ses idées spirituelles et politiques en une prophétie d’un nouvel âge. Ce désir de recréation du cosmos est le cœur de son œuvre et de sa psychologie. Ses mythes décrivent généralement la lutte entre, d’une part, ouverture d’esprit et amour libre et, d’autre part, éducation et morale restrictives.
Les études de l’œuvre de Blake n’ont pas permis de dresser une version « parfaite » de son mythe. Les personnages qui en font partie doivent être considérés comme un répertoire de concepts, capables d’incarner ses idées (qui ont d’ailleurs évolué au cours de sa vie). Cependant, les racines psychologiques de cette œuvre sont maintenant bien connues et la rendent bien plus accessibles aujourd’hui[Quand ?] qu’il y a un siècle.[évasif]

## Inspiration
Parmi les sources d’inspiration de William Blake, figurent notamment Le Paradis perdu et Le Paradis retrouvé de John Milton, les visions d’Emanuel Swedenborg et les écrits de Jakob Böhme.
Les visions de Blake vont plus loin, car il ne se contente pas de développer l’univers des révélations bibliques, mais cherche à le transcender par la fusion avec ses propres interprétations du druidisme et du paganisme.

## La chute d’Albion

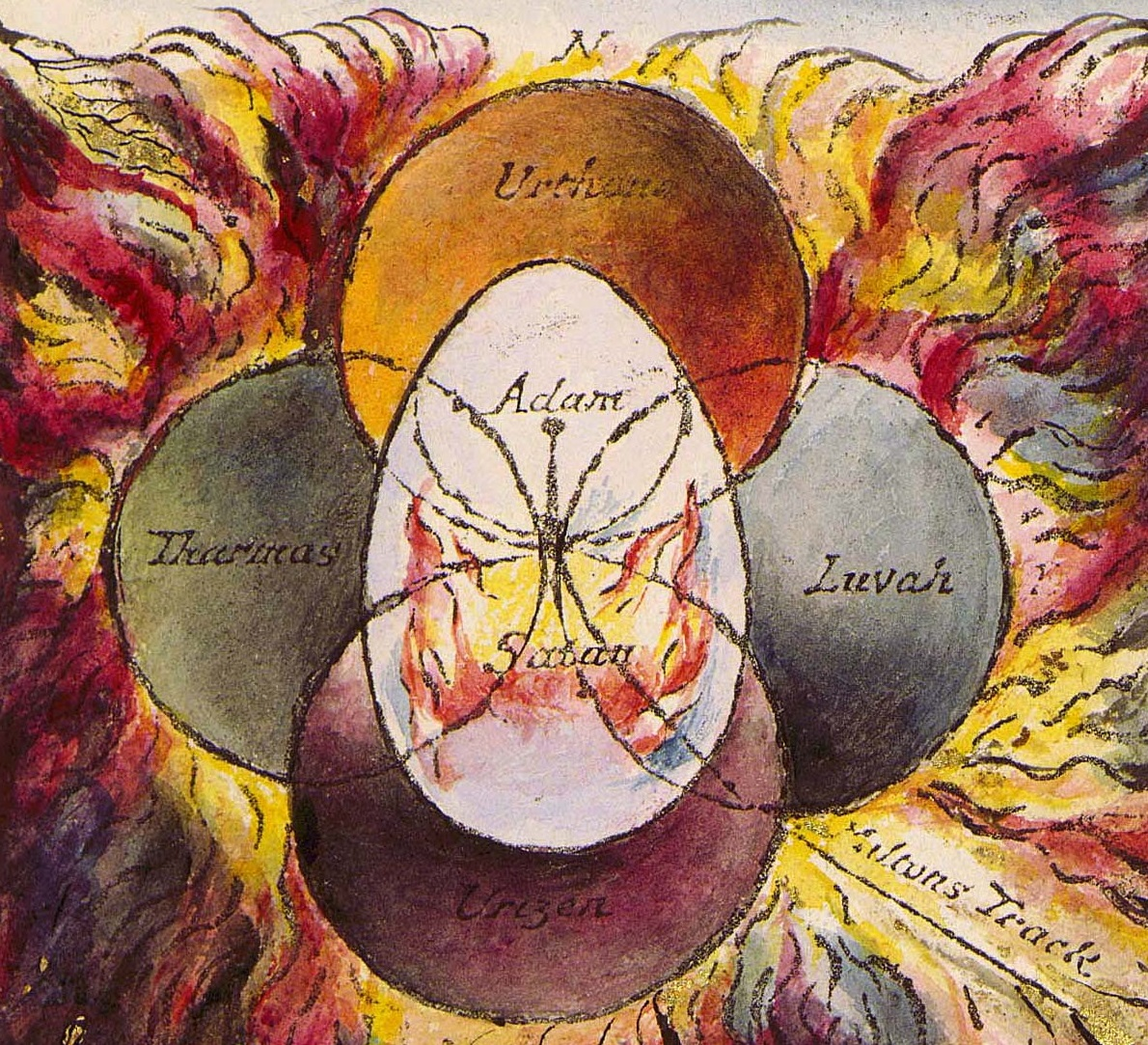
Relations entre les quatre zoas, telles que décrites par Blake dans Milton: a Poem

Le plus long poème de William Blake, The Four Zoas (laissé à l’état de manuscrit à sa mort), est aussi le fruit de sa plus longue élaboration de la mythologie du poète. Dans cette œuvre, Blake décrit la chute d’Albion, qui « était originellement quadruple mais se divisa de lui-même » (« was originally fourfold but was self divided »).
Les Zoas sont les quatre morceaux en lesquels s’est divisé Albion ; chacun est personnifié par une divinité :
- Tharmas (en) : instinct et force / chaos ;
- Urizen : sagesse / hyperrationalisme ; Savoir / Architecte ; Dieu serpent né du flanc de Los
- Luvah (en) / Orc : amour, passion, énergie rebelle / envie et rage ;
- Urthona (en) / Los : imagination / confusion.

Le panthéon de Blake inclut également des émanations féminines pour chaque Zoa, respectivement :
- Enion (en) : instinct maternel ;
- Ahania (en) : plaisir intellectuel ; Femme d'Albion
- Vala (Blake) (en) : séduction ;
- Enitharmon (en) : Reine des cieux, nymphe, beauté, créativité.

La chute d’Albion et son éclatement en Zoas est également le thème central de Jerusalem: The Emanation of The Giant Albion.
Rintrah apparaît pour la première fois dans Le Mariage du Ciel et de l'Enfer, incarnant la rage révolutionnaire. Il est  plus tard regroupé avec d’autres esprits de rébellion dans The Vision of the Daughters of Albion :
- Bromion, pensée scientifique, lascif et tapageur ;
- Palamabron, doux et pitoyable, fils d’Enitharmon et Los ;
- Theotormon, mercenaire tourmenté. Désir, jalousie.

## Mythologie et livres prophétiques
En plus des œuvres citées plus haut, Amérique : une prophétie (America: A Prophecy) figure parmi les « livres prophétiques ». Y figure Oothoon, « douce âme » de l’Amérique.
D’autres œuvres complètent le panthéon :
- Le Livre d’Urizen (The Book of Urizen) ;
- Le Livre de Los (The Book of Los) ;
- Visions des Filles d’Albion (Visions of the Daughters of Albion).